# 奇跡が降る街
『奇跡が降る街』（きせきがふるまち、英: 29th Street）は、1991年のアメリカ合衆国のコメディドラマ映画。監督はジョージ・ギャロ。本作にも出演しているフランク・ペシの生涯に基づく作品。
日本では劇場未公開で、アスミックからVHSが発売された他、トランスワールドアソシエイツがVODでの配信を行っている。

## あらすじ
舞台は1976年、フランク・ペシ・ジュニアは幸運な男である。成績が悪かったおかげでベトナム戦争に徴兵されずに済み、マフィアとの抗争で腹部を刺された結果、初期の腫瘍が見つかり手術できた。一方、父のフランク・シニアは運に恵まれず、会社もマフィアに乗っ取られて失ってしまう。
ある日、フランク・ジュニアはたまたま宝くじを買い、当選者の最終候補に残る（当時はそれがメディアで報道されていた）。しかし、父のフランク・シニアはギャンブルでマフィアに借金があり、マフィアはフランク・ジュニアの当選するか分からない宝くじで父の借金を帳消しにすることを提案する。フランクは当選者発表の前にこの宝くじをどうするか決断を迫られる。

## キャスト
※括弧内は日本語吹替
- フランク・ペシ・シニア（父） - ダニー・アイエロ（樋浦勉）
- フランク・ペシ・ジュニア - アンソニー・ラパーリア（島田敏）
- ミセス・ペシ - レイニー・カザン（一城みゆ希）
- ヴィト・ペシ（兄） - フランク・ペシ（英語版）（田中正彦）
- タルターリア - ロバート・フォスター（福田信昭）
- フィリー・ザ・ナップ - ロン・カラバトソス（英語版）
- ジミー - リック・アイエロ（英語版）（梁田清之）
- ルーイ・トゥッチ - ヴィック・マンニ（幹本雄之）
- ニプトン - ポール・レイザー
- トニー - ピート・アンティコ（古澤徹）
- マデリーン・ペシ - ドンナ・マグナーニ（叶木翔子）
- サル - ダーレン・ベイツ（安井邦彦）
- チンク・フォルトゥナード - トニー・シリコ
- ローリー - リチャード・K・オルセン（小山武宏）
- ドム - リチャード・ゼレンジオ（西村智博）
- ロッキー - フィリップ・チッコーネ（古澤徹）
- カーマイン・トゥッチ - ジョーイ・ギロンダ
- オーギー・ファルコーネ - ヴィック・ノト
- アンジェロ - サル・ラフィーノ
- アーヴ - サム・シャムシャック（清川元夢）
- ジョーンズ - ドン・ブレイクリー（石井隆夫）
- ルーシー - ホープ・アレクサンダー＝ウィリス（定岡小百合）
- プッチーニ - レオナルド・ターモ（英語版）（福田信昭）
- マリア - カレン・ダフィー（棚田恵美子）
- レオ - デヴィッド・ファーラロ（坂口賢一）
- ニッキー - トニー・リップ

## 評価
ロッテントマトでは、11人の批評家によるレビューで82%の支持を得ている。